# Хутор имени Тамаровского
Имени Тамаровского — хутор в Приморско-Ахтарском районе Краснодарского края.
Входит в состав Бриньковского сельского поселения.

## География

### Улицы
| - ул. Каштановая, - ул. Коммунаров, - ул. Ленина, - ул. Мира, - ул. Набережная, - ул. Октябрьская, - ул. Победы, | - ул. Почтовая, - ул. Северная, - ул. Степная, - ул. Сургутская, - ул. Школьная, - ул. Энтузиастов. |

## История
Курортный хутор, названный в честь кадрового офицера Петра Степановича Тамаровского, в первые годы советской власти возглавившего местную коммуну, входит в состав Бриньковского сельского поселения Приморско-Ахтарского района и располагается на невысоком берегу Бейсугского лимана в 10 километрах от административного центра — станицы Бриньковской.
Население хутора, около шестисот человек, в основном составляют славяне. Следы деятельности Тамаровского и его коммунаров видны в хуторе до сих пор: это кирпичные здания и старый парк в центре.
Вид на Ясенскую косу считается жемчужиной Приморско-Ахтарского района. Поселок частично асфальтирован и полностью газифицирован. Здесь есть магазин, кафе-бар, отделение связи, а также сельский клуб. В парке установлены памятники П. С. Тамаровскому и В. И. Ленину.
Население занимается сельским хозяйством, фермерством, рыбной ловлей, участвует в курортном бизнесе, некоторые хуторяне работают в станице Бриньковской, или в Приморско-Ахтарске, до которого 20 километров. Автобусы до города ходят 4 раза в день.
В Тамаровском климат мягкий, теплый. Летом не слишком жарко: до + 30 градусов; зимы не холодные, малоснежные. Красивая Ясенская коса, отделяющая Бейсугский лиман от Ясенского залива, в районе Тамаровского частично укреплена. В настоящее время под Бейсугским лиманом обнаружены большие запасы газа и нефти, но месторождение не используется.
Ближайший крупный аэропорт находится в Краснодаре, до которого около 150 километров; железнодорожные вокзалы — в Тимашевске (в 85 километрах) и в Приморско-Ахтарске.

## Население
| 2002 | 2010 | 2021 |
| ---- | ---- | ---- |
| 512  | ↗607 | ↗628 |